# Kokurikozaka kara
A Coquelicot-zaka kara (コクリコ坂から; Kokurikozaka kara; angol fordításban From up on Poppy Hill) japán manga, amelyet Szajama Tecuró írt és Takahasi Csizuru rajzolt és, amelyet a Kodansha kiadó jelentetett meg 1978 decembere (1980-as januári kiadás) és 1980 júliusa (1980-as augusztusi kiadás) között a Nakajosi sódzso mangamagazinjában. A mangát két tankóbon kötetben gyűjtötték össze a KC Nakajosi kiadványban. 
A Studio Ghibli 2011-ben készített filmadaptációt a mangából Mijazaki Goró rendezésével. A szövegkönyvet a rendező apja, Mijazaki Hajao, valamint Niva Keiko, a Földtenger varázslója (2006) és az Arrietty – Elvitte a manó (2010) című filmek szövegkönyveinek társszerzője írta.
A kokuriko a francia „coquelicot”, azaz kukorica pipacs japán betűzött és kiejtett formája.

## Cselekmény
A manga története az 1960-as évek végén kezdődik Jokohamában, Japánban, míg a Ghibli film 1963-ban játszódik. A főszereplő, Komacuzaki Umi, egy középiskolás lány, akinek hamar fel kellett nőnie az apja eltűnése után. 

## Studio Ghibli film
A Studio Ghibli 2010 december 15-én (JST) jelentette be, hogy adaptáció készül a mangából, amelyet 2011 nyarán adtak ki. Bejelentették a készítőket is, a rendezésért Mijazaki Goró, a forgatókönyvért Mijazaki Hajao és Niva Keiko a felelős, a zenét pedig Takebe Szatosi komponálta.
Tesima Aoi, aki a 2006-os Földtenger varázslója című Ghibli-filmben Theru hangját kölcsönözte és énekelte a film betétdalát, itt is vállalta a főcímdal eléneklését. A Kokurikozaka kara producere Szuzuki Tosio lett, a hazai terjesztésért a Toho felelős.
A filmadaptációban Umi családneve Macuzakira rövidült.